# Estação Grand Central
O Grand Central Terminal é um terminal ferroviário e metroviário localizado em Manhattan, Nova Iorque. Foi inaugurado em 1903 com o nome Grand Central Station, que foi oficialmente alterado em 1913. No entanto é ainda usado para referir este terminal.
A Grand Central Station é o nome oficial da estação de correios localizada perto do terminal.
O Grand Central Terminal faz ligação com o metrô através da estação adjacente Grand Central–42nd Street. É considerada a maior estação ferroviária do mundo, com 44 plataformas, em dois níveis, com 41 linhas no nível superior e 26 no inferior. Em média, 125 mil usuários passam por ela todos os dias.
Foi designado, em 17 de janeiro de 1975, um edifício do Registro Nacional de Lugares Históricos bem como, em 8 de dezembro de 1976, um Marco Histórico Nacional. O registro NRHP teve um incremento de fronteira em 11 de agosto de 1983.

## Arquitetura
A arquitetura distinta e o design de interiores da estação do Grand Central Terminal lhe renderam várias designações de referência, inclusive como um marco histórico nacional. Seu design Beaux-Arts incorpora inúmeras obras de arte. 
A Grand Central cobre 48 acres (19 ha) e possui 44 plataformas, mais do que qualquer outra estação ferroviária do mundo. Suas plataformas, todas subterrâneas, atendem a 30 pistas no nível superior e 26 no inferior. No total, são 67 vias, incluindo pátio ferroviário e desvios; destes, 43 trilhos estão em uso para o serviço de passageiros, enquanto os restantes duas dezenas são usados para armazenar trens.

## Ponto turístico
O Grand Central Terminal é uma das dez atrações turísticas mais visitadas do mundo, com 21,6 milhões de visitantes em 2018, excluindo passageiros de trem e metrô. Saguão principal do terminal é frequentemente usado como ponto de encontro e é especialmente apresentado em filmes e televisão. O Grand Central Terminal contém uma variedade de lojas e fornecedores de alimentos, incluindo restaurantes e bares sofisticados, um refeitório e um supermercado. O edifício também é conhecido por suas bibliotecas, salão de eventos, clube de tênis, centro de controle e escritórios da ferrovia e subsolo da estação de energia.

## História
O Grand Central Terminal foi construído e nomeado para a New York Central Railroad; também serviu à New York, New Haven and Hartford Railroad e, mais tarde, aos sucessores da New York Central. Inaugurado em 1913, o terminal foi construído no local de duas estações predecessoras com nomes semelhantes, a primeira das quais datada de 1871. O Grand Central Terminal atendeu trens intermunicipais até 1991, quando a Amtrak começou a rotear seus trens pela vizinha Penn Station.